# Cục Cơ yếu, Bộ Công an (Việt Nam)
Cục Cơ yếu trực thuộc Bộ Công an Việt Nam là cơ quan đầu ngành giúp Bộ trưởng quản lý, điều hành về công tác cơ yếu trong toàn ngành công an. Trực tiếp bảo mật thông tin lãnh đạo, chỉ đạo, chỉ huy của Đảng ủy CATW, lãnh đạo Bộ, cấp ủy, lãnh đạo Công an các cấp, quản lý và triển khai việc sử dụng tài liệu bảo mật trong Công an nhân dân.

## Lịch sử
Ngày 10 tháng 4 năm 2015, Cục Cơ yếu được điều chuyển từ trực thuộc Tổng cục Hậu cần-Kỹ thuật về trực thuộc Bộ Công an
......

## Lãnh đạo hiện nay
- Cục trưởng: Thiếu tướng Đào Mạnh Tuấn

## Cục trưởng qua các thời kỳ
- Đào Mạnh Tuấn, Thiếu tướng[6]